# سیبیرسکیه اووالی
سیبیرسکیه اووالی (به لاتین: Siberian Uvaly) یک ناحیه مرتفع در روسیه است که در ناحیه خودگردان خانتی-مانسی واقع شده‌است. سیبیرسکیه اووالی ۲۸۵ متر بالاتر از سطح دریا واقع شده‌است.